# 髓过氧化物酶
髓过氧化物酶（英語：Myeloperoxidase，简称为MPO）是一种由人类17号染色体上MPO基因编码的过氧化物酶。MPO主要表达于中性粒细胞（白细胞的一种）中，并产生次卤酸，发挥其抗菌活性。髓过氧化物酶是中性粒细胞嗜天青顆粒中的一种溶酶体蛋白，在脱颗粒的时候释放到胞外。MPO内含有一个血红素组分，使得富含中性粒细胞的分泌物显示出绿色，这些分泌物包括膿和黏液。